# Laura Emonts
Laura Emonts, född Weihenmaier 4 april 1991 i Tuttlingen i Tyskland, är en tidigare beachvolley- och volleybollspelare (högerspiker) som spelat för Tysklands landslag.
Emonts började spela volleyboll i det lokala laget TG Tuttlingen, innan hon 2005 gick över till ett annat (starkare) lokalt lag, TV Villingen. Hon började 2007 spela med det tyska volleybollförbundets utvecklingslag VC Olympia Berlin. 
Under 2008 var hennes främsta framgångar i beachvolley då hon deltog både i U19-VM (där hon tillsammans med Teresa Mersmann kom femma i mästerskapet) och U18-EM (där hon tillsammans med Victoria Bieneck tog silver vid mästerskapet). Året efter vann hon U20-VM inomhus med U20-landslaget. Samma år gick hon över till SC Potsdam som spelade med till 2012 då hon lämnade dem för Alemannia Aachen (som snart därefter bytte namn till Ladies in Black Aachen). Därefter följde i rask takt Schweriner SC, Ladies in Black Aachen och FTSV Straubing innan hon 2016 flyttade till Tjeckien för spel med VK Prostějov. Med dem blev hon tjeckisk mästare 2017. Hon flyttade 2018 vidare till Grekland och spel med Olympiakos SFP med vilka hon blev grekisk mästare och cupvinnare 2019. Samma år återvände hon till Tyskland för spel med SC Potsdam. Hon lämnade dem 2023 för spel med Schweriner SC. Emonts avslutade sin spelarkarriär 2024 i samband med att hon blev gravid med en dotter.
Emonts spelade med seniorlandslaget från 2014, då hon debuterade i samband med Montreux Volley Masters, tills hon avslutade sin spelarkarriär.